# Stauros
Stauros (gr. σταυρός) – grecki termin, którego znaczenie zmieniało się na przestrzeni wieków, zazwyczaj tłumaczony jako „pal” albo „krzyż”. Termin ten w Nowym Testamencie zastosowany został w odniesieniu do narzędzia, na którym został stracony Jezus Chrystus.

## Etymologia
Termin stauròs pochodzi od czasownika ἵστημι (histēmi), który znaczy „stawiać”, „ustawiać”, „postawić”, „wznosić” i pochodzi od praindoeuropejskiego rdzenia *stā-, *stha, stao, stem. Z tego samego rdzenia słowotwórczego pochodzą łac. stare, niem. Stern albo Stamm, ang. stand, hiszp. estaca, polskie stawiać i odpowiedniki w innych językach.

## Homer oraz greka klasyczna
U Homera i w klasycznej grece aż do IV wieku p.n.e. stauròs oznacza wzniesiony pal, słup, lub część pala. Takie znaczenie uzyskuje u Tukidydesa (Wojna peloponeska iv. 90, V/IV w. p.n.e.), Ksenofonta (Anabasis v. 2. 21., V/IV w. p.n.e.), Plutarcha (Moralia, I/II w. n.e.) i innych autorów.
W klasycznej literaturze termin ten nigdy nie był odnoszony do dwóch skrzyżowanych pod dowolnym kątem belek, zawsze odnoszony był do jednej pionowo ustawionej belki.

## Greka koine
W grece koine, tj. grece używanej od czasów Aleksandra Wielkiego do roku około 300, termin σταυρός oznaczał pal, pal z poprzeczką umieszczoną nad nim (crux commissa), dwubelkowiec złożony z dwóch identycznej długości belek (crux immissa). To ostatnie znaczenie było rzadko stosowane. Znali je Filon i Flaccus. Grecki przekład Starego Testamentu, Septuaginta, w ogóle nie stosuje terminu stauròs.

## Nowożytne interpretacje

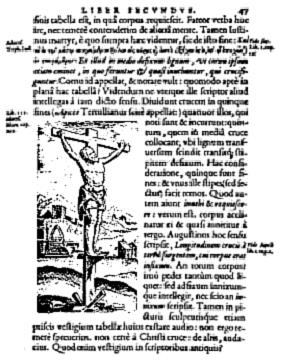
Crux immissa według Justusa Lipsiusa (1629)

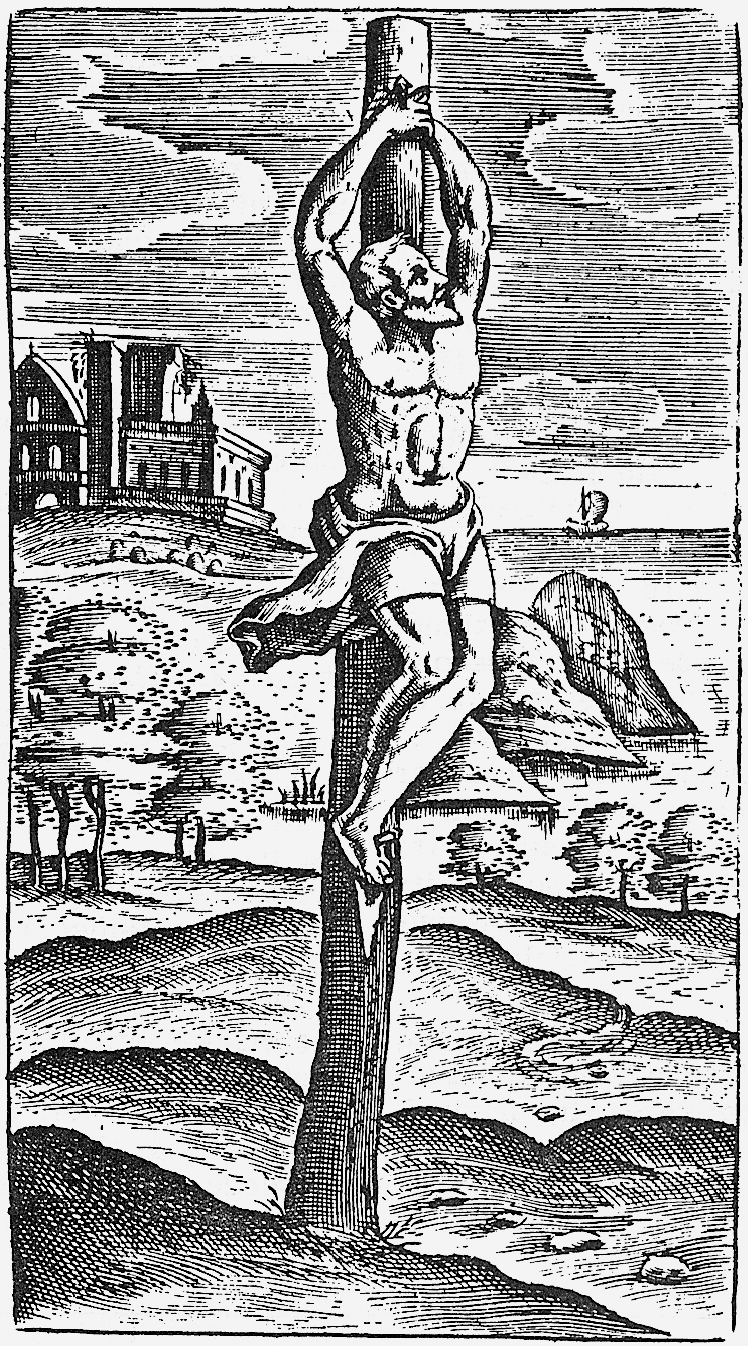
Crux simplex według Justusa Lipsiusa (1629)

Do roku 1877 nowotestamentowy stauròs był powszechnie rozumiany jako crux immissa. W tym roku prof. Ethelbert W. Bullinger, anglikański duchowny i biblista, wyraził pogląd, że stauròs, na którym zginął Chrystus, był pojedynczym palem. Jego zdaniem również łacińskie słowo crux oznacza zwykły pal. E.W. Bullinger był zdania, że wyobrażenie stauròs w formie dwóch skrzyżowanych belek powstało dopiero pod koniec IV wieku i był to efekt zapożyczenia pierwszej litery imienia babilońskiego boga Tammuza, litery T (czyli tau).
Prof. Hermann Fulda (1800–1883) stał na stanowisku, iż Jezus umarł na zwykłym palu egzekucyjnym. Według niego przemawiają za tym trzy powody: zwyczaje egzekucyjne na Wschodzie, pośrednio ewangeliczny opis egzekucji Jezusa i wypowiedzi Ojców Kościoła. Podobny pogląd popularyzował John D. Parsons.
W 1858 roku James Johnstone w swym Dodatku poświęconym semantyce nowotestamentowego słowa stauròs i ksýlon argumentował na rzecz rozumienia tych słów jako pal/słup.
W roku 1903 australijski pastor Joseph Palmer zakwestionował przekonanie, że w Nowym Testamencie stauròs znaczy „krzyż”. Doszedł do wniosku, że słowo to znaczy „pionowa belka” lub „kłoda drewna”.
Leksykograf William E. Vine (1873–1949) był zdania, że w połowie III wieku Kościół zmienił niektóre swoje doktryny pod wpływem pogan coraz liczniej przyłączających się do kościoła. Formę krzyża, na którym zmarł Chrystus, zmieniono na T. W IV wieku w związku z wizją Konstantyna, który utrzymywał, że widział kształt X, dokonano kolejnej zmiany i odtąd krzyż był dwubelkowcem.
Niemiecki leksykograf i tłumacz Biblii dr Adolf E. Knoch (The Sacred Scriptures: The Concordant Version) wyraził pogląd, że stauròs znaczy pionowy pal lub słup, bez jakiejkolwiek poprzeczki.
Alexander Souter (1873–1949) biorąc pod uwagę List Barnaby (9:8), którego grecki tekst stał się dostępny po odkryciu Kodeksu Synajskiego (w roku 1844), był zdania, że stauròs odnosił się do poprzecznej belki umieszczanej na horyzontalnym palu. Całość przybierała kształt litery T. Leksykon Soutera jest dołączany do wydań The New Testament in the Original Greek.
Andreas J. Köstenberger w swoim komentarzu do Ewangelii Jana (2004) zaznaczył, że według tradycyjnej akademickiej rekonstrukcji ukrzyżowania Chrystusa, Jezus oraz Szymon z Cyreny nieśli „stauròs”, tj. horyzontalną poprzeczkę, określaną łacińskim terminem patibulum.
W słownikach do greki nowotestamentowej opracowanych przez Zjednoczone Towarzystwa Biblijne σταυρός tłumaczone jest na cross, croix, Kreuz. Według leksykonu autorstwa Louwa oraz Nidy stauròs Chrystusa miał albo kształt litery T, albo †. 